# 江东乡 (通化市)
江东乡，是中华人民共和国吉林省通化市东昌区下辖的一个乡镇级行政单位。

## 行政区划
江东乡下辖以下地区：
保安村、胜利村、佐安村和横道村。